# STS-83
STS-83 — 83-й старт многоразового транспортного космического корабля в рамках программы Спейс Шаттл и 22-й космический полёт «Колумбии», произведен 4 апреля 1997 года.
Программа полёта, рассчитанная на 16 суток, предусматривала проведение серии микрогравитационных экспериментов в космической Лаборатории микрогравитационных наук MSL-1, однако из-за технической неисправности было принято решение о его досрочном прекращении. Астронавты провели в космосе около 4 суток и благополучно приземлились на посадочной полосе КЦ Кеннеди 8 апреля 1997 года.
В июле того же года шаттл «Колумбия» был запущен по программе STS-94, полностью  повторяющей STS-83.

## Экипаж
- (НАСА): Джеймс Холселл (3)[3] — командир;
- (НАСА): Сьюзан Стилл (1) — пилот;
- (НАСА): Дженис Восс (3) — командир полезной нагрузки, специалист полёта 1;
- (НАСА): Майкл Гернхардт (2) — специалист полёта 2;
- (НАСА): Доналд Томас (3) — специалист полёта 3;
- (НАСА): Роджер Крауч (1) — специалист по полезной нагрузке 1;
- (НАСА): Грегори Линтерис (1) — специалист по полезной нагрузке 2.

## Параметры полёта
- Вес: 10 169 кг (полезная нагрузка)
- Перигей: 298 км
- Апогей: 302 км
- Наклонение: 28,5°
- Период обращения: 90,5 мин